# ماري هارون
ماري هارون (بالإنجليزية: Mary Harron)‏ مواليد 12 يناير 1953 في أونتاريو، كندا، هي مخرجة ومخرجة وكاتبة سيناريو كندية بدأت مسيرتها الفنية عام 1987.

## الأعمال
- مختل أمريكي
- كلمة إل
- ستة أقدام تحت الأرض

## وصلات خارجية
- ماري هارون على موقع IMDb (الإنجليزية)
- ماري هارون على موقع ألو سيني (الفرنسية)
- ماري هارون على موقع ميوزك برينز (الإنجليزية)
- ماري هارون على موقع تيرنر كلاسيك موفيز (الإنجليزية)
- ماري هارون على موقع أول موفي (الإنجليزية)
- ماري هارون على موقع قاعدة بيانات الأفلام السويدية (السويدية)
- ماري هارون على موقع إن إن دي بي (الإنجليزية)
- ماري هارون على موقع ديسكوغز (الإنجليزية)
- ماري هارون على موقع قاعدة بيانات الفيلم (الإنجليزية)
- ماري هارون على موقع كينوبويسك (الروسية)